# Velkovévodství Berg
Velkovévodství Berg (francouzsky Grand-duché de Berg, německy Großherzogtum Berg) byl krátce existující stát Rýnského spolku v letech 1806–1815, poté byl začleněn do Pruského království. Státní útvar, jenž byl znám také jako velkovévodství Bergu a Klevska, byl vytvořen v roce 1806 císařem Napoleonem po jeho vítězství v bitvě u Slavkova (1805) na pomezí mezi Francií na pravém břehu Rýna a Vestfálským královstvím. Hlavním městem byl Düsseldorf. Dnes území Bergu spadá do německé spolkové země Severní Porýní-Vestfálsko. Název země nyní přežívá v označení regionu Bergisches land, jež se však zpravidla používá pouze pro vysočinné části bývalého vévodství (zemský okres Rýn-Berg).

Velkovévodství Berg v rámci Rýnského spolku roku 1812

## Symbolika

znak:
znak Joachima Murata, velkovévody Bergu a vévody Klevska (1806–1808)
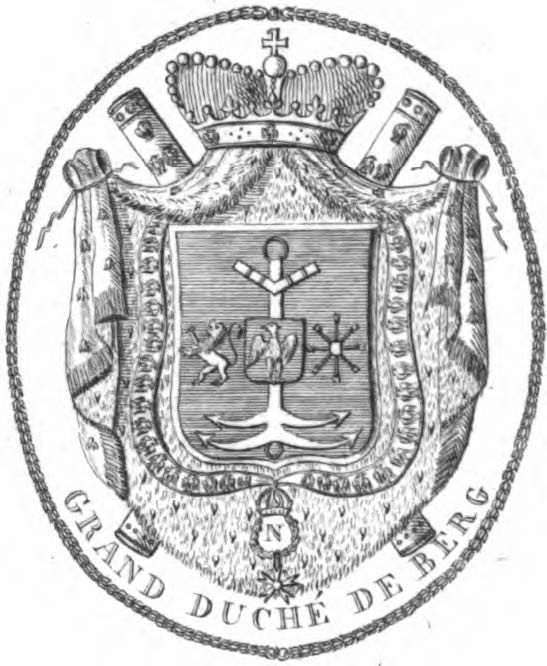
znak na pečeti velkovévodství Berg (1807)
znak Napoleona Ludvíka Bonaparteho (1809–1813)